# 愛の施術 至極の教典TAO
『愛の施術 至極の教典TAO』（あいのせじゅつ しごくのきょうてんタオ、原題：No mires para abajo）は、2008年10月30日にアルゼンチンより公開された映画。アメリカは10月18日より先行公開。中国の性の教典「TAO（タオ）」により19歳の青年の愛、成長とスローセックスを描いた物語。
日本では劇場未公開。2010年2月3日にアット・エンタテインメントよりDVD（ATVD-14070）が発売されている。また、2012年2月14日にIMAGICA BS深夜01:15 - 02:36より本編80分が初放送された。

## キャスト
| 役名     | 俳優                         |
| -------- | ---------------------------- |
| エロイ   | リアンドロ・スティーヴルマン |
| エルビラ | アントネッラ・コスタ         |

## スタッフ
- 監督・脚本：エリセオ・スビエラ
- 製作：エリーズ・ジャラドゥー、ダニエル・ペンサ
- 撮影：ソル・ロパーチン
- 音楽：ペドロ・アスナール

## 受賞ほか
- 2008年、モントリオール世界映画祭 - グラウベル・ローシャ賞受賞
- 2008年、グアダラハラ国際映画祭 - マヤウェル最優秀監督賞受賞